# Estación Japão-Liberdade
La estación Japão-Liberdade es una de las estaciones de la Línea 1 - Azul del Metro de São Paulo. 
Fue inaugurada el 17 de febrero de 1975. Está ubicada en la Praça da Liberdade, 133.
Durante siete meses y nueve días fue considerada el punto final de la Línea, en su sentido norte.

## Características
Estación subterránea, o enterrada, con dos entrepisos de distribución (superior e inferior) y plataformas laterales con estructura en concreto aparente. El principal acceso se conecta con la plaza en el nivel del hall central.
Capacidad de hasta 20.000 pasajeros por día.
Área construida de 6.720m².

## Salidas
La estación posee dos salidas:
- La principal salida de la estación es la que da directamente a la Praça da Liberdade, Esta salida es realizada vía escalera fija, y para deficientes físicos o lisiados, existe una salida con ascensor (esta salida ya da para el lado de la avenida y no para el lado de la plaza)
- Existe también otra salida que da para el lado par de la avenida. La salida está, saliendo a la derecha de la estación (para quien desembarca aquí), y después sigue por el corredor (Esta salida posee escalera mecánica y escalera fija)

## Demanda media de la estación
La media de entrada de pasajeros en esta estación, es de 25 mil pasajeros por día, según datos del Metro. Es considerada, a su vez, la cuarta con menor movimiento del centro de São Paulo, solo por encima de Tiradentes y Armênia, y la segunda menos transitada del centro viejo, por encima de Pedro II

## Líneas de SPTrans
Líneas de la SPTrans que salen de la Estación Liberdade de Metro.
| Línea   | Destino               |
| ------- | --------------------- |
| 2123/10 | Vila Medeiros         |
| 2127/10 | Jardim Brasil         |
| 314J/10 | Parque Santa Madalena |
| 314V/10 | Vila Ema              |

## Puntos de interés y de utilidad pública
- Barrio de Liberdade - Cultura Oriental
- Iglesia Adventista del Sétimo Día
- Iglesia de la Fe
- Iglesia de Santa Cruz dos Enforcados
- Iglesia de São Gonçalo
- Iglesia do Menino Jesús y Santa Luzia
- Iglesia Inmaculada
- Iglesia Internacional de la Gracia de Dios
- Iglesia Metodista Central de São Paulo
- Iglesia Nossa Senhora do Carmo
- Iglesia Nossa Senhora dos Aflitos
- Catedral Metropolitana de São Paulo
- Hospital Bandeirantes
- Hospital Pérola Byington
- Centro de Artes Parmount
- Fórum Criminal Ministro Mario Guimarães
- Fórum Dr. João Mendes Júnior - Juzgado de Menores
- OAB - Ordem dos Advogados do Brasil
- Palacio de los Trabajadores
- PMSP - Secretaría de Finanzas
- Asociación Antialcohólica del Estado de São Paulo (AAA)
- Cámara Municipal de São Paulo
- Poupatempo
- Procuraduría de Asistencia Judicial (Fórum Civil)
- Procuraduría General del Municipio
- Procuraduría Judicial del Estado de São Paulo
- Secretaría de Energía y Saneamiento
- Secretaría de Seguridad Pública
- Secretaría de Estado de Justicia y Defensa de la Ciudadanía
- Servicio Funerario
- TRE - Tribunal Regional Electoral

## Obras de arte
Pinturas en exposición en el entrepiso de la Estación.
- Bad Moon, Lúcio Yutaka Kume, pintura (1988), tela e tinta acrílica (1,80 x 1,15 m)
- Momento História, Laerte Yoshiro Orui, pintura (1988), pintura sobre tela (1,80 x 1,15 m)
- Paralelepípedo, Mário Noburu Ishikawa, pintura (1988), fuligem sobre tela, fijada con barniz acrílico (1,80 x 1,15 m)
- Pós 80, Hironobu Kai, pintura (1988), tela e tinta acrílica (1,80 x 1,15 m)
- O Primeiro Imigrante a Desembarcar, Oscar Oiwa, pintura (1988), pintura sobre tela (1,80 x 1,15 m)
- Projeto para uma Paixão Sem Fim,  Milton Terumitsu Sogabe, diseño (1988),bico-de-pena, tela, tintas nankim (1,80 x 1,15 m)
- Tempo 1, Ayao Okamoto, pintura (1988), Papel arroz, tinta acrílica, lápiz y barniz (1,80 x 1,15 m)
- Carlos Alberto Yasoshima, pintura (1988), tela, pastel seco y tinta acrílica (1,80 x 1,15 m)
- Hisae Sugishita, pintura (1988), tinta acrílica, barniz acrílico y tela (1,80 x 1,15 m)

## Tabla
| Sigla | Estación  | Inauguración          | Capacidad                  | Integración              | Plataformas | Posición    | Comentarios                                   |
| ----- | --------- | --------------------- | -------------------------- | ------------------------ | ----------- | ----------- | --------------------------------------------- |
| LIB   | Liberdade | 17 de febrero de 1975 | 20 mil pasajeros hora/pico | Bilhete Único de SPTrans | Laterales   | Subterránea | Estación con estructura de concreto aparente. |